# Simca Vedette
Pour les articles homonymes, voir Vedette.
 (avril 2023).
Si vous disposez d'ouvrages ou d'articles de référence ou si vous connaissez des sites web de qualité traitant du thème abordé ici, merci de compléter l'article en donnant les références utiles à sa vérifiabilité et en les liant à la section « Notes et références ».
Les Simca Vedette constituent une famille de véhicules construits et commercialisés dans de multiples déclinaisons par le constructeur français Simca entre 1954 et 1961. Ce sont les dernières voitures françaises de grande série à être équipées d’un moteur V8, les Facel Vega à moteur V8 d'origine américaine étant construites en petite série.
Présentée par Ford SAF en septembre 1954, vingt jours avant l'ouverture du Salon de l'Automobile de Paris, elle a été rebadgée Simca à partir de décembre 1954 après le rachat de Ford SAF (Ford France) par Simca.

## Contexte historique
En juillet 1954 (avec effet au 1er décembre 1954), Simca rachète Ford S.A.F. (Société Anonyme Française) et s’approprie ainsi son usine de Poissy (Seine-et-Oise).
Tandis que le groupe Ford, déçu par les résultats de son activité en France, se recentre sur ses filiales en Allemagne de l'Ouest et en Grande-Bretagne, Simca récupère la toute nouvelle gamme Vedette millésime 1955, conçue par Ford dans son siège de Dearborn, pour remplacer la première Vedette lancée en 1948, ainsi que le réseau de concessionnaires Ford S.A.F.
La nouvelle gamme Vedette est présentée sur le stand Ford au Salon de Paris, en octobre 1954. Elle est produite d'octobre à novembre sous la marque Ford et à partir du 1er décembre 1954 sous la marque Simca après qu'environ 1 082 exemplaires eurent été fabriqués par Ford, à la suite du rachat de l'usine de Poissy par Simca qui n'avait aucune volonté de développer ce modèle et profita seulement de son apparition pour augmenter ses volumes de ventes globaux et surtout, disposer d'un centre de production à Poissy, qui lui permettait de mieux servir ses perspectives d'avenir.

## La Vedette première série: 1954 – 1957

### Les modèles[1]
Dès sa sortie et selon un plan de commercialisation bien conçu par l'état major de Ford, la gamme Vedette est divisée en quatre modèles bien distincts dans la gamme équipée du V8 de 2,4 litres (les modèles équipés du moteur V8 3,9 litres ne sont pas remplacés) avec un niveau 1, modèle d'entrée de gamme qui offre un prix d'appel bien positionné (sans volonté de faire des volumes de vente), un niveau 2 qui devait assurer à lui seul le maximum des volumes de cette gamme, un niveau 3 (grand luxe) destiné à compléter l'offre produit vers le haut et un produit niche, la version break (station wagon) :
- La Trianon, modèle d’entrée de gamme, dépouillé de manière à lui permettre d'afficher un prix de vente compétitif ;
- La Versailles, modèle phare de la gamme se distingue par son équipement de base, sa présentation en deux tons, ses projecteurs antibrouillard, ses feux de recul, ses encadrements de pare-brise et de lunette arrière chromés, ses pneus à flancs blancs ;
- La Régence, luxueusement présentée, est reconnaissable à son intérieur particulièrement soigné intégrant une radio, sa peinture bicolore à la présentation spécifique et à ses enjoliveurs de roues à rayons ;
- La Marly, version break de la Versailles, un break de luxe équipé d’un hayon arrière en deux parties et disponible à partir de février 1956.

### Caractéristiques
Un seul moteur est proposé, il s’agit du vieux V8 Ford « Aquilon » à soupapes latérales dont la cylindrée est portée à 2 351 cm3 (alésage 66,06 mm, course 85,725 mm). Il développe 80 ch SAE à 4 400 tr/min.
La principale innovation concerne la structure de la voiture, qui abandonne le châssis séparé pour une carrosserie monocoque bien plus dans l’air du temps. En revanche, les trains roulants et la mécanique restent classiques avec une boîte de vitesses mécanique à trois rapports, la transmission arrière avec un pont rigide et une suspension à ressorts semi-elliptiques longitudinaux, une direction à vis globique et galet de type Gemmer et un freinage sans assistance. Toutefois, la suspension avant adopte le moderne système à jambe de force MacPherson remplaçant les doubles triangles des précédentes Ford Vedette.
En 1955, la Versailles est vendue au prix de 898 000 francs, soit environ 198 000 francs de plus que la Peugeot 403, aux prétentions moins élevées.
Très soignée, la familiale - commerciale Marly s’adresse aux Français les plus aisés, pouvant débourser près de 1 200 000 francs pour se l’offrir.

### Évolutions
La gamme évoluera les années suivantes : le toit ouvrant et translucide « Vistadôme » était disponible en option sur toute la gamme (à l'exception du break Marly). En 1957, d'importantes modifications touchent les modèles de la gamme Vedette justifiant le changement de type mines, qui garde cependant une présentation du type « Ford » (F 52 A pour les modèles 55 et 56 et F 72 A pour les modèles 57) Dans le système Ford, la première lettre désigne le pays de fabrication (F pour France) le premier chiffre situe l'année modèle (5 pour 55 puis 7 pour 57), Le second chiffre représente le type de moteur (1 signifie 3,6 litres, 9 pour le 3,9 litres, 2 pour les 2,2 ou 2,4 litres). La lettre finale « A » signifie automobile de tourisme, « C » pour véhicule commercial... Le train avant est amélioré en 1957 par modification de la valeur de déport au sol. Ce millésime voit l’apparition de nouveaux freins plus efficaces et d'un équipement électrique en 12 volts. Les feux arrière sont d'un nouveau dessin stylisé baptisés "Rubis", avec catadioptre intégré (sauf sur la Trianon qui conserve les feux des modèles 55 et 56).
En 1957, année placée sous les conséquences de « l'affaire de Suez » (rationnement du carburant entre autres), Simca avait eu l'idée d'équiper la caisse de la Trianon avec le moteur 4 cylindres de l'Aronde donnant naissance à l'Ariane. Le poids de la caisse Simca Vedette, plutôt avantageux pour une auto de ce gabarit permit au moteur de l'Aronde de ne pas être trop sous-dimensionné grâce à des rapports de transmission courts et bien étudiés. Les performances, accélérations et reprises de ce modèle étaient médiocres mais suffisaient à l'utilisateur de ce type d'auto familiale économique, classée fiscalement dans la catégorie des 7 CV. La formule obtenue avec l'Ariane dépassa les espérances des ingénieurs de la marque et permit à ce modèle d'être commercialisé jusqu'en 1963. Le constructeur italien Fiat, toujours actionnaire majoritaire de Simca à cette époque, s'inspira de cette version pour créer après sa disparition, sa 1500 L, reprenant la caisse de la 6 cylindres 1800 en finition simplifiée, équipée du 4 cylindres de la 1500.

### Production
- 1955 : 42 349
- 1956 : 44 836
- 1957 : 17 875

Total : 105 060 exemplaires
Un an après le lancement, l'Auto-Journal disait :

« La Versailles a créé en matière de style une accoutumance. La production a plus que doublé de 1954 à 1955. Les perspectives demeurent favorables, non seulement en France mais sur plusieurs marchés d'exportation qui ont réservé à cette 13 CV, un accueil favorable. (Avec 26 % de Versailles vendues à l'étranger, ce modèle est le plus exporté de notre production. »

## La Vedette deuxième série: 1957 – 1961
En 1957, d'importantes modifications touchent les modèles de la gamme Vedette justifiant le changement de type mines, qui garde cependant une présentation du type "Ford" (F 52 A pour les modèles 55 et 56 et F 72 A pour les modèles 57). Le train avant est amélioré en 1957 grâce à la modification du déport au sol. Ce millésime voit l’apparition de nouveaux freins plus efficaces et d'un équipement électrique en 12 volts. Les feux arrière sont d'un nouveau dessin stylisé, avec catadioptre intégré (sauf sur la Trianon).

### Évolutions
Au Salon de Paris de 1957, la carrosserie de la gamme Vedette est redessinée. Elle reçoit une nouvelle calandre, un pare-brise semi-panoramique avec retour sur les côtés, un artifice esthétique alors très à la mode aux États-Unis, de petits ailerons à l'arrière et des roues plus grandes permettant de loger des tambours plus importants et contribuer à améliorer le freinage.
Cette série est la dernière à être équipée d'un moteur V8 à soupapes latérales, la cylindrée est de 2 351 cm3 mais avec une puissance de 84 ch SAE au régime de 4.800 tr/min (taux de compression légèrement augmenté). Ce moteur reste à trois paliers, et par conséquent peu apte aux hauts régimes.
Même si la gamme Vedette s’est désormais affranchie de Ford (le type mines est maintenant clairement du type Simca avec deux lettres : AB), sa nouvelle carrosserie évoque largement les extravagantes productions d’outre-Atlantique dont les lignes inspirent de nombreux constructeurs européens. Ceci n'est pas un hasard car lorsque Simca acheta Ford SAF et ses modèles en cours, le développement ultérieur de cette gamme était déjà prévu par le centre style américain de Dearborn. C'est le designer Luigi Rapi, mandaté par Fiat à la demande de H. T. Pigozzi, qui personnalisa ce nouveau dessin pour le rendre plus typé Simca et moins internationalement Ford.

### Les modèles
La Trianon ne disparaît pas mais est rebaptisée Ariane 8, la Beaulieu remplace la Versailles et la Chambord, la Régence. Le break Marly conserve son nom et adopte seulement la nouvelle face avant des berlines ainsi que leurs pare-brises panoramiques. Tout en haut de la gamme, la très élitiste Présidence fait son apparition et justifiera un type mines propre : le type AB-P (exigé par une majoration de la longueur hors tout : 4,90 m contre 4,75 m) par rapport au véhicule de référence type AB).
Pratiquement seule dans sa catégorie (ses seules vraies concurrentes sont bientôt les breaks Renault Frégate Manoir et Citroën ID à seulement 4 cylindres), la Marly continue de séduire quelques clients français, malgré son prix relativement élevé de 1 208 000 francs qui en faisait un « break de luxe »  en 1957.
Enfin, l’austère mais élitiste Présidence, monochrome, se veut « le nec plus ultra » de la firme de Poissy. Disponible uniquement en noir avec un rendu poli-lustré, la finition se faisait à la main dans un atelier spécifique installé à Nanterre. Elle séduira notamment le président René Coty lors de sa visite au Salon de l'Auto d'octobre 1957, mais c'est son successeur, Charles de Gaulle, qui recevra au tout début de son mandat, la version spéciale décapotable nommée opportunément « présidentielle », qu'il utilisera pour toutes les cérémonies officielles. La sellerie en cuir beige de cette version a été confiée à Henri Chapron, dont les selliers sont réputés. Extérieurement, la Présidence était reconnaissable au premier coup d’œil grâce à sa roue de secours apparente à la « Continental » sous un cache métallique fixée verticalement à l’extérieur du coffre (sauf pour la « présidentielle » qui n'avait pas de roue de secours) et par ses deux sorties d'échappement individuelles débouchant symétriquement des butoirs de pare-chocs. En 1958, elle était affichée à 1 624 850 francs.

La Présidence était proposée en deux versions dénommées :

• « Classique », avec séparation chauffeur et banquette avant.

• « Grand Tourisme », sans séparation avec deux sièges avant Pullman.

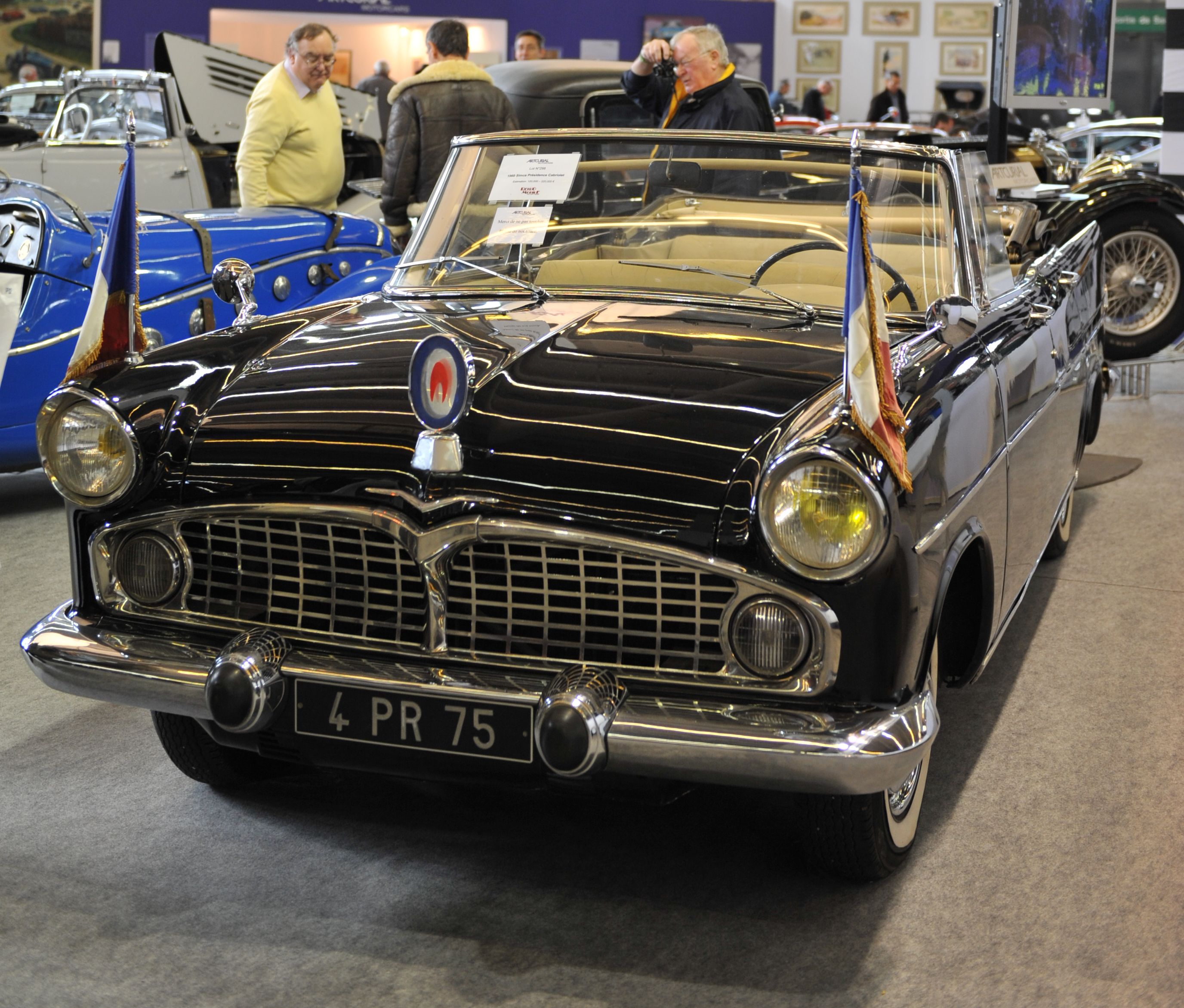
Simca Présidentielle au salon Rétromobile 2011[3].
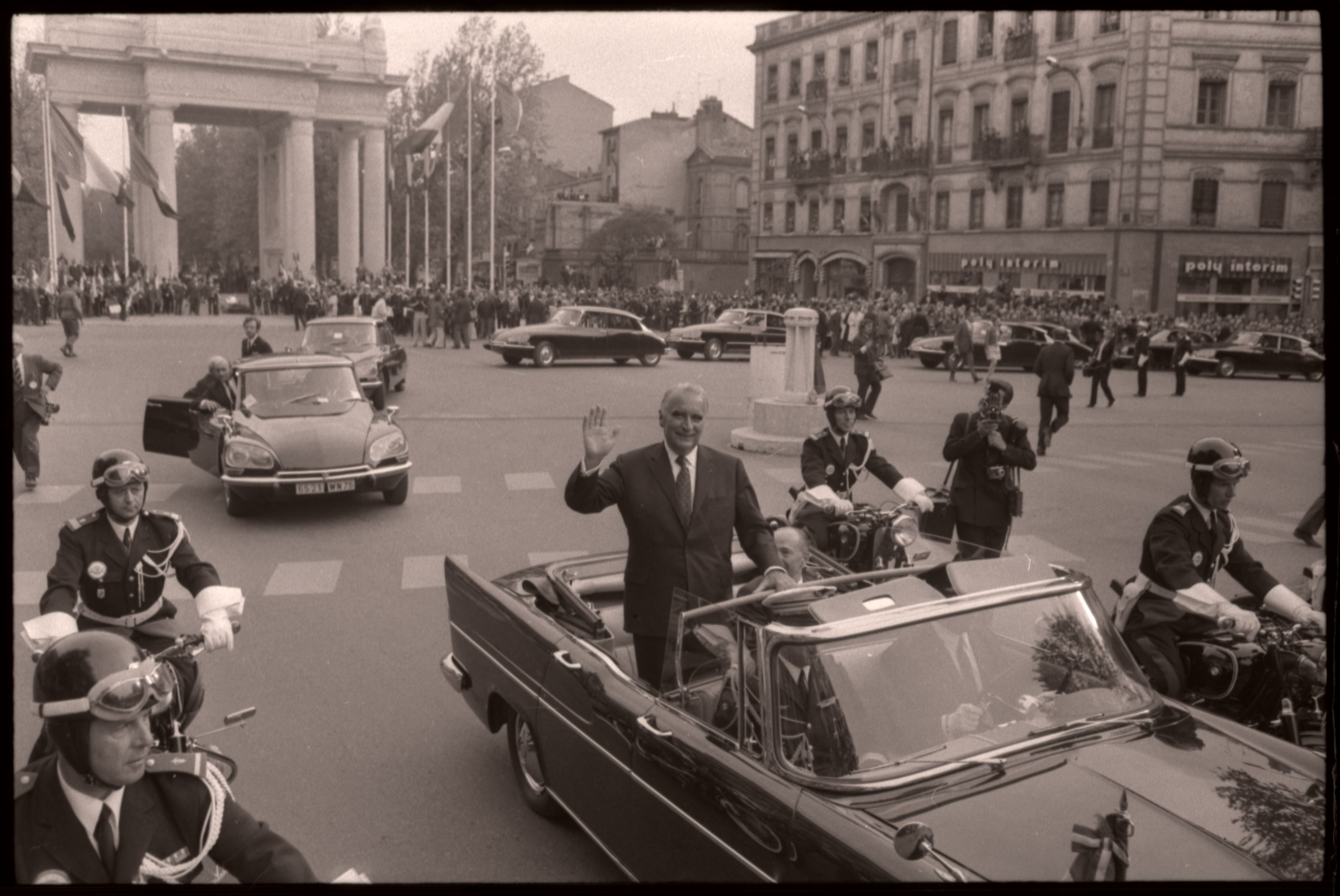
Georges Pompidou à bord de la Présidentielle en 1971 à Toulouse.

### Une carrière bien courte en Europe
Pénalisée par l’apparition de la révolutionnaire Citroën DS 19 en 1955, et peu aidée par la politique de rationnement de l’essence décidée par le gouvernement français en novembre 1956 et durement taxée par l'apparition de la trop fameuse vignette automobile, la production de la Vedette s’effondre à la fin des années 1950 : 15 966 exemplaires trouvent preneur en 1959, contre près de 45 000 trois ans auparavant. Cette baisse de volume est aussi la résultante de la direction prise par Simca, qui n'a pas voulu consacrer des investissements plus importants pour mieux armer son modèle et continuer à développer sa pénétration sur ce segment de marché trop étroit à son goût et qui préférait orienter sa production de masse vers la future 1000. La production européenne était par ailleurs mieux armée et dans cette catégorie: il existait déjà les modernes Fiat 2100 puis 2300 à 6 cylindres ou la Mercedes 220 SE 6 cylindres à injection, qui furent de redoutables rivales, proposant largement plus de 100 ch.
Au début des années 1960, la pérennité de Simca est assurée par les populaires Aronde et Ariane, tandis que la future berline 1000 est imminente.
La production de la dernière voiture française de grande série à moteur V8 prend fin au début de l’été 1961, après liquidation des stocks, laissant le haut de gamme français aux très coûteuses Facel Vega à moteur V8, et plus raisonnablement aux modèles à moteur 4 cylindres Citroën DS 19 et Peugeot 404, particulièrement lorsque la version SL (Super Luxe) au moteur à injection apparaîtra. Les dernières Simca Vedette sont écoulées en 1962.

### Simca do Brasil
La gamme Vedette aura néanmoins une descendance au Brésil, où la filiale locale de Simca produira de 1959 à 1969 une gamme extrapolée avec des motorisations un peu plus « travaillées » (mais encore à soupapes latérales). La cylindrée passe à 2 432 cm3 à la suite d'un léger réalésage (67,200 5 mm) pour les Rallye Especial, Présidence et break Jangada (105 chevaux pour les berlines, 98 pour le break). Une variante dépouillée de la Chambord dénommée Alvorada (en) est commercialisée entre 1963 et 1964. Un léger restylage avec un pavillon au dessin plus carré à l'arrière est introduite pour le millésime 1965. À cette occasion, le bon vieux V8 reçoit un vilebrequin dont la course est allongée (88,026 mm). Les deux blocs s'appellent dorénavant Tufão (2 414 cm3 et 100 HP pour les Chambord et Jangada) et Super Tufão (2 505 cm3 et 112 HP pour les Présidence, Rallye et Rallye Especial).
Pour l'année-modèle 1966, le V8 est modifié par l'entremise de culasses à soupapes en tête et chambres de combustion hémisphériques ("Emi-sul"). Il s'agit de culasses conçues autrefois par Zora Arkus Duntov et commercialisées sous la marque Ardun pour dynamiser les moteurs Ford à soupapes latérales. La puissance grimpe à 130 ch SAE (Chambord, Rallye et Jangada) et 140 ch SAE (Rallye 6M et Présidence).
À l'automne 1966, la face avant et l'arrière sont redessinées dans un style se voulant plus moderne, mais uniquement pour les Régente (130 HP) et Esplanada (140 HP), remplaçantes des Présidence, Rallye et Rallye 6M. Les anciennes Chambord et Jangada demeurent pour une année seulement à la suite du rachat de Simca do Brasil par la Chrysler Corporation courant 1967. Pour la dernière année-modèle (1969), les Régente et Esplanada se voient adjoindre une variante sportive basée sur cette dernière et baptisée GTX, dont la principale caractéristique est d'être - enfin - équipée d'une boîte à quatre vitesses. Tous ses modèles sont supprimés à l'été 1969 pour être remplacés par la Dodge Dart de gabarit quasi équivalent.

### Production
- 1958 : 28 142
- 1959 : 15 966
- 1960 : 13 914
- 1961 : 3 814

Total : 61 836 exemplaires

## Galerie

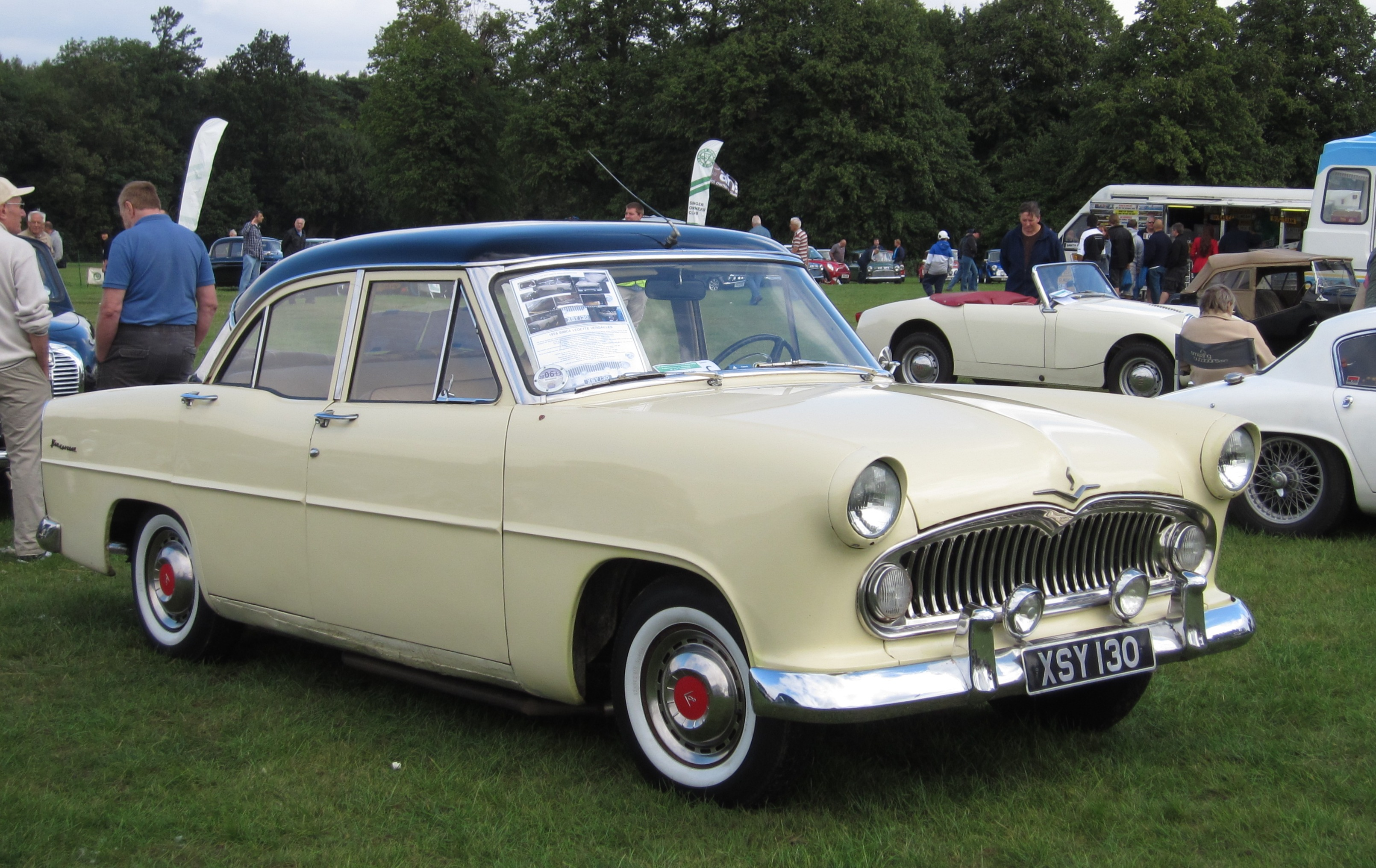
Simca Vedette Versailles.
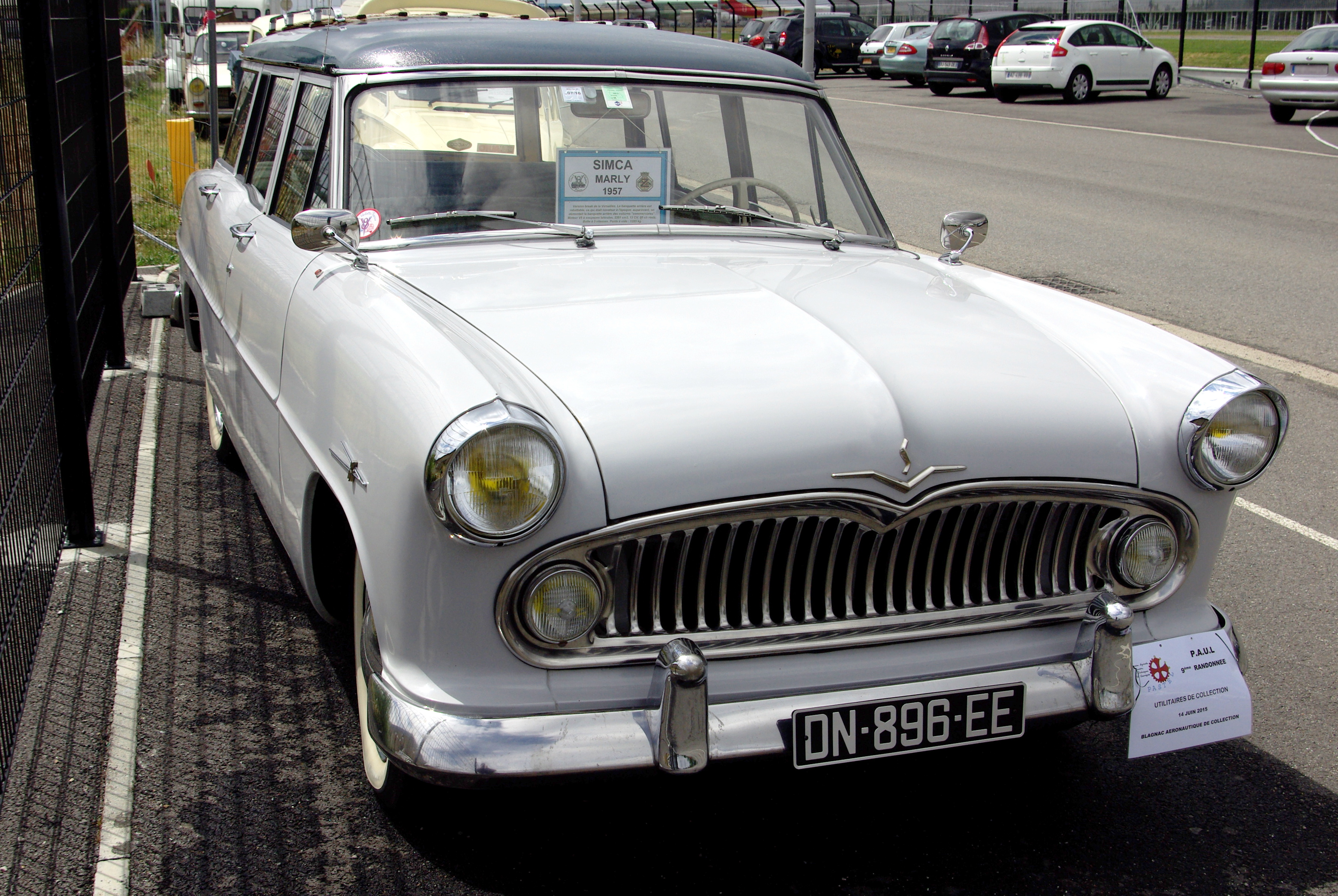
Simca Vedette Marly (première génération).
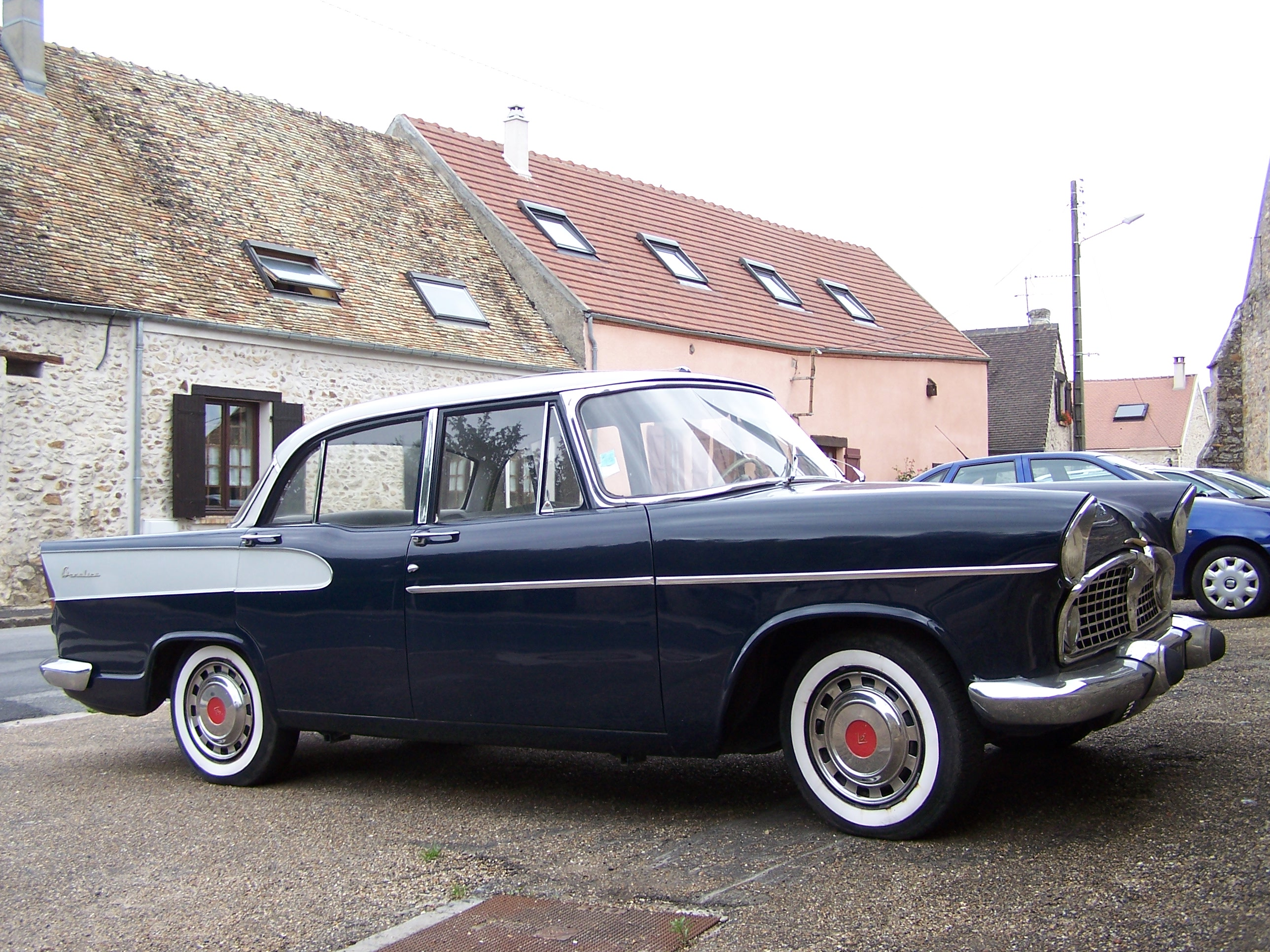
Simca Vedette Beaulieu.
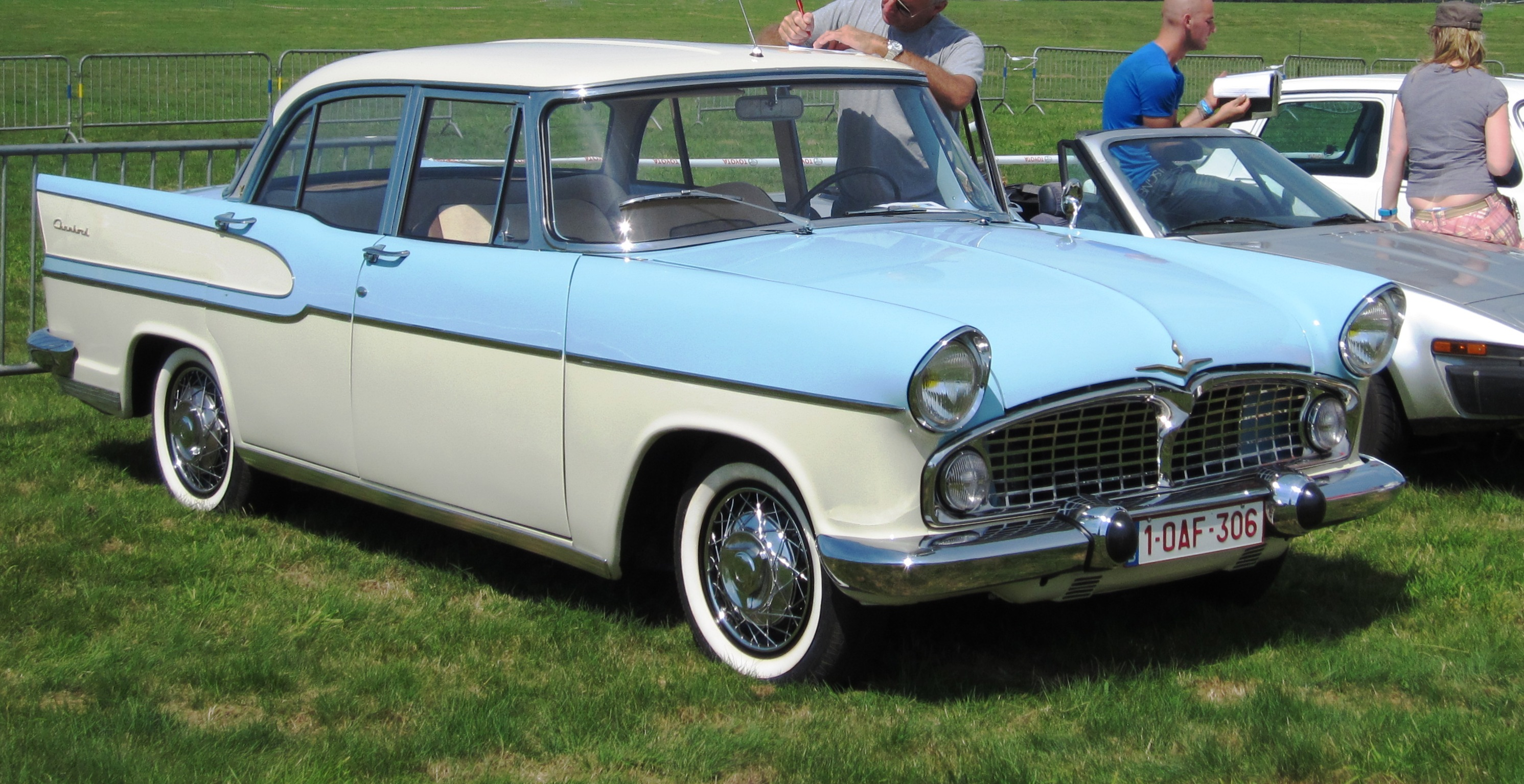
Simca Vedette Chambord.
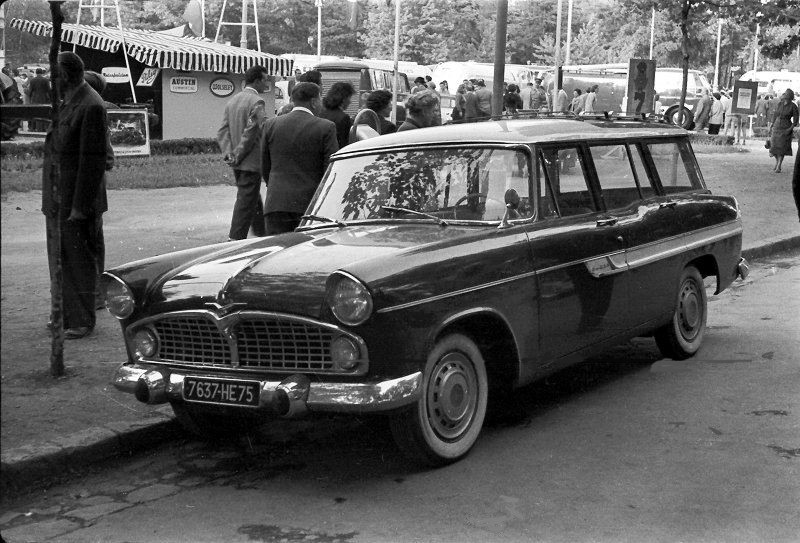
Simca Vedette Marly (deuxième génération).